# Церковь Покрова Пресвятой Богородицы (Бонарувка)
Церковь Покрова Пресвятой Богородицы (пол. Cerkiew Opieki Matki Boskiej w Bonarówce) — католическая церковь, находящаяся в селе Бонарувка, гмина Стшижув, Подкарпатское воеводство. Приход входит в епархию Жешува Римско-католические церкви. Архитектурный памятник Подкарпатского воеводства, входящий в туристический маршрут «Путь деревянной архитектуры».

## История
Церковь Покрова Пресвятой Богородицы была построена в Бонарувке в 1460 году. В 1630 году местный приход перешел в унию, и храм стал греко-католическим. В 1841 году он был перестроен. Ныне это филиальная церковь Преображения Господня римско-католического прихода в Жизнове.
Трёхсоставный деревянный храм, некогда имел три купола, с колокольней и бабинцем. Наружные стены церкви подбиты черепицей, крыша покрыта оцинкованными металлическими листами. В притворе и нефе находятся фрески кисти Павла Богдановски (1898 год) и Павла Запорожского (1932 год). Часть фресок изображает сцены из жизни Святого Семейства. В церкви хранятся иконы XVII—XIX веков.
В 90-х годах XX века и в начале XXI века храм полностью реставрировался.